# Municipio de Grout
El municipio de Grout (en inglés: Grout Township) es un municipio ubicado en el condado de Gladwin en el estado estadounidense de Míchigan. En el año 2010 tenía una población de 1964 habitantes y una densidad poblacional de 21,8 personas por km².

## Geografía
El municipio de Grout se encuentra ubicado en las coordenadas 43°56′52″N 84°33′25″O / 43.94778, -84.55694. Según la Oficina del Censo de los Estados Unidos, el municipio tiene una superficie total de 90.11 km², de la cual 88,53 km² corresponden a tierra firme y (1,76 %) 1,58 km² es agua.

## Demografía
Según el censo de 2010, había 1964 personas residiendo en el municipio de Grout. La densidad de población era de 21,8 hab./km². De los 1964 habitantes, el municipio de Grout estaba compuesto por el 98,37 % blancos, el 0,1 % eran afroamericanos, el 0,36 % eran amerindios, el 0,25 % eran asiáticos, el 0,25 % eran de otras razas y el 0,66 % eran de una mezcla de razas. Del total de la población el 1,63 % eran hispanos o latinos de cualquier raza.